# Batalha de Farah
A batalha de Farah começou em 14 de maio de 2018, quando os combatentes do Talibã lançaram um ataque à cidade de Farah, localizada no oeste do Afeganistão.

## Antecedentes
Nos meses que antecederam o ataque à cidade, os talibãs haviam capturado grande parte da província de Farah no Afeganistão, com a intensificação dos combates como resultado de sua ofensiva anual da primavera denominada "Al Khandaq", em homenagem à Batalha da Trincheira, na qual o profeta islâmico Maomé liderou uma vitória decisiva dos muçulmanos contra as tribos árabes e judaicas.

## Batalha
O Talibã iniciou seu ataque à cidade em 14 de maio de 2018, usando veículos Humvees e caminhões capturados da polícia afegã para atacar e invadir postos de controle e prédios do governo em Farah. O porta-voz do grupo Zabiullah Mujahid divulgou fotos de combatentes  na praça central da cidade, indicando o controle de Farah pelos talibãs.  Relatos surgiram de que os talibãs libertaram centenas de prisioneiros da prisão de Farah. O governo afegão respondeu rapidamente enviando reforços para a cidade. Helicópteros da Força Aérea Afegã e caça-bombardeiros estadunidenses A-10 Warthog lançaram ataques aéreos em posições talibãs em Farah.
Em 16 de maio, as forças de segurança do governo, apoiadas pelo apoio aéreo dos Estados Unidos, reafirmaram o controle sobre Farah depois de expulsar o Talibã do centro da cidade. As forças de segurança então realizaram uma operação de limpeza. Abdul Basir Salangi, governador da província de Farah, afirmou que os confrontos deixaram pelo menos 25 membros das forças de segurança do governo e cinco civis mortos, e que pelo menos 300 combatentes talibãs também foram mortos.